# Freedom Writers
Freedom Writers (englisch für ‚Freiheitsautoren‘) ist ein US-amerikanisches Filmdrama von Richard LaGravenese aus dem Jahr 2007.

## Handlung
Erin Gruwell wird Mitte der 1990er Jahre an der Wilson Classical High School in Long Beach als Englischlehrerin eingestellt. Sie sagt ihrer Vorgesetzten, sie sei Lehrerin geworden, weil sie nach den Rassenunruhen im Jahr 1992 die Welt verändern wollte.
An der Schule herrscht – genauso wie in der Stadt – Gewalt zwischen den Angehörigen verschiedener ethnischer Gruppen. Viele Lehrkräfte an der Schule haben Vorbehalte gegen ihre Schüler. Gruwell hört von ihren Schülern, deren Hauptziel sei das bloße Überleben.
Eines Tages konfisziert sie eine Zeichnung, die einen der Schüler in rassistischer Weise darstellt. Erbost darüber zieht die Lehrerin vor der Klasse Parallelen zu rassistischer Nazi-Propaganda und muss erschrocken feststellen, dass nur einem der Schüler das Wort Holocaust ein Begriff ist.
Gruwell macht das Niederschreiben der eigenen Erlebnisse und Ideen zur Hausaufgabe. Dabei sind die Schüler frei in der Wahl von Umfang und Form. Außerdem verspricht sie den Schülern, nicht ohne deren Einverständnis in den Tagebüchern zu lesen.
Langsam gewinnt Gruwell den Respekt und das Vertrauen ihrer Schüler. Da der Horizont vieler ihrer Schüler kaum über die Nachbarschaft hinausgeht, beschließt sie einen Ausflug in das Museum der Toleranz zu planen und dabei erneut das Thema Holocaust mit der Klasse zu behandeln.
Vonseiten der Schule besteht keine Bereitschaft, Mittel in die schwierigen Schüler zu investieren. Gruwell nimmt daher mehrere Nebenjobs an, um notwendige Ausgaben aus eigener Tasche zu begleichen und auch Schullektüre selbst zu kaufen.
Gruwell setzt unter anderem die Tagebücher von Anne Frank als Schullektüre ein; von der Lektüre beeindruckt, wollen die Schüler Miep Gies einladen, die Person, von der Anne Frank versteckt worden war. Sie schreiben Briefe und sammeln Geld, um ihr die Reise finanzieren zu können. Miep Gies besucht wirklich die Schule und hält einen Vortrag.
Gleichzeitig leidet Gruwells Privatleben unter ihrem zeitaufwändigen Engagement für die Klasse. Nach einiger Zeit verlangt ihr Ehemann Scott Casey die Scheidung.
Gegen Ende fassen die Schüler ihre Aufzeichnungen zu einem Buch zusammen, was schließlich unter dem Namen Freedom Writers Diary veröffentlicht wird. Zum Schluss erkämpft sich Gruwell das Recht, entgegen dem an der Schule angewandten Rotationsprinzip ihre Klasse auch weiterhin in der Oberstufe unterrichten zu dürfen.

## Rezeption
Freedom Writers erhielt ein gutes Presseecho, was sich auch in den Auswertungen US-amerikanischer Aggregatoren widerspiegelt. So erfasst Rotten Tomatoes überwiegend positive Besprechungen und ordnet den Film dementsprechend als „Frisch“ ein. Laut Metacritic fallen die Bewertungen im Mittel „Grundsätzlich Wohlwollend“ aus.
John Anderson schrieb in der Zeitschrift Variety, der letzte Film „aus einer langen Reihe der Filme über Heilige, die Schüler retten würden“ versuche, ehrlich zu sein und sich vor Naivität nicht zu fürchten. Das Ergebnis sei „extrem rührend“. Die Darstellung von Hilary Swank sei „einfühlsam“ und „offen“.
James Berardinelli schrieb auf ReelViews, der Film überbringe die Botschaft über die Hoffnung und die Möglichkeit des Änderns des eigenen Schicksals auf eine emotional und intellektuell befriedigende Weise. Er sei kein großartiger Film, aber ein „wirkungsvolles Drama“, in dem emotional beladene Szenen real wirken würden. Berardinelli lobte die Darstellung von April L. Hernandez, die wie ein „Knaller“ wirke.

„Das von einer überzeugenden Hauptdarstellerin geprägte pädagogische Märchen bemüht sich nach einer wahren Begebenheit, jede Art von Sozialkitsch zu vermeiden, erfüllt aber auf Grund des Sujets zwangsläufig auch die Klischees des Genres.“

Richard LaGravenese erhielt im Jahr 2007 den Humanitas-Preis und wurde 2008 für das Drehbuch für den NAACP Image Award nominiert.

## Hintergrund
Die Handlung beruht auf dem im Jahr 1999 veröffentlichten Buch The Freedom Writers Diary: How a Teacher and 150 Teens Used Writing to Change Themselves and the World Around Them, das die real existierende Erin Gruwell gemeinsam mit ihren Schülern schrieb. Die deutsche Ausgabe ist 2007 im Autorenhaus Verlag erschienen: Freedom Writers: Wie eine junge Lehrerin und 150 gefährdete Jugendliche sich und ihre Umwelt durch Schreiben verändert haben.
Der Film wurde in Long Beach und in Los Angeles gedreht. Er spielte in den US-Kinos mehr als 36 Millionen US-Dollar ein gegenüber einem Budget von rund 21 Millionen US-Dollar.
In Deutschland bewirkte der Film die Gründung des Vereins ChangeWriters, der den Lernerfolg von Schülern durch Verbesserung des Lehrer-Schüler-Verhältnis fördern möchte.

## Belege
1. ↑   Freigabebescheinigung für Freedom Writers. Freiwillige Selbstkontrolle der Filmwirtschaft, März 2007 (PDF; Prüfnummer: 109 117 K).
2. ↑  Alterskennzeichnung für Freedom Writers. Jugendmedienkommission.
3. 1 2  Freedom Writers. In: Rotten Tomatoes. Fandango, abgerufen am 27. Dezember 2024 (englisch, aggregiert aus 125 Kritiken).
4. 1 2  Freedom Writers. In: Metacritic. Abgerufen am 27. Dezember 2024 (englisch, aggregiert aus 29 Kritiken).
5. ↑  Jury-Begründung. In: Deutsche Film- und Medienbewertung (FBW). Abgerufen am 10. April 2025.
6. ↑  Derek Armstrong: Kritik zu Freedom Writers (Memento vom 13. Juni 2021 im Internet Archive) bei AllMovie (englisch)
7. ↑  Datenbankabfrage bei cinemascore.com
8. 1 2  Kritik von James Berardinelli
9. ↑  John Anderson: Review. In: Variety. 3. Januar 2007, abgerufen am 31. August 2024 (englisch).
10. ↑  Freedom Writers. In: Lexikon des internationalen Films. Filmdienst, abgerufen am 6. Mai 2017.
11. ↑  Filming locations für Freedom Writers
12. ↑  Freedom Writers. In: Box Office Mojo. Abgerufen am 10. April 2025 (englisch).
13. ↑  Natalie Putsche: Changewriting-Projekt – „Dann kannst du wieder Du sein“. In: Deutschlandfunk. 17. Dezember 2018, abgerufen am 27. Februar 2020.